# The Ragpicker's Dream
| Recensione | Giudizio |
| ---------- | -------- |
| AllMusic   |          |

The Ragpicker's Dream (Il sogno dello straccivendolo) è il terzo album della carriera solista di Mark Knopfler uscito nel 2002.

## Il disco
L'album del chitarrista di Glasgow è preceduto da un mini tour di soli quattro concerti in cui riunisce i Notting Hillbillies e i Dire Straits. Sarà una delle poche occasioni in cui si potrà ascoltare le canzoni di quest'opera dal vivo, in quanto il tour che avrebbe dovuto succedere l'uscita fu revocato per un grave incidente in moto dell'artista nel marzo 2003. Alcuni pezzi tratti da queste serate sono contenuti nel cd aggiuntivo dell'edizione limitata.
In quest'opera l'artista ritrae con magici arpeggi di chitarra una serie di personaggi che caratterizzano gli Stati Uniti d'America. Come se fosse un regista, Knopfler illustra una trasmissione televisiva che vive sulla presentazione di mostri di natura, nel Natale di uno straccivendolo, nelle vicissitudini del coyote che insegue con scarsa fortuna lo struzzo, nel viaggio verso Knoxville di un vecchio padre, ecc.
Il singolo Why Aye Man registra la collaborazione di Jimmy Nail ed è stato usato come sigla del telefilm Auf Wiedersehen, Pet.
L'elegante copertina mostra una vecchia foto di Elliott Erwitt raffigurante un uomo ed una donna che ballano in una cucina.

## Tracce
Tutte le canzoni sono scritte da Mark Knopfler.
1. Why Aye Man - 6.14
2. Devil Baby - 4.05
3. Hill Farmer's Blues - 3.45
4. A Place Where We Used to Live - 4.34
5. Quality Shoe - 3.56
6. Fare Thee Well Northumberland - 6.29
7. Marbletown - 3.33
8. You Don't Know You're Born - 5.21
9. Coyote - 5.56
10. The Ragpicker's Dream - 4.20
11. Daddy's Gone to Knoxville - 2.48
12. Old Pigweed - 4.34

Una versione limitata dell'album contiene:
1. Why Aye Man - registrazione dal vivo dal concerto di Londra del 24 luglio 2002
2. Quality Shoe - registrazione dal vivo dal concerto di Londra del 24 luglio 2002
3. Sailing to Philadelphia - registrazione dal vivo dal concerto di Toronto nel maggio 2001
4. Brothers in Arms - registrazione dal vivo dal concerto di Toronto nel maggio 2001

## Formazione
- Mark Knopfler - voce, chitarra
- Richard Bennett - chitarra
- Guy Fletcher - tastiera
- Chad Cromwell - batteria
- Jim Cox - pianoforte
- Glenn Worf - basso
- Paul Franklin - pedal steel guitar
- Mike Henderson - mandolino
- Glenn Duncan - violino
- Jimmy Nail, Tim Healy - cori

## Classifiche
| Classifica (2002) | Posizione massima |
| ----------------- | ----------------- |
| Australia         | 47                |
| Austria           | 9                 |
| Belgio (Fiandre)  | 6                 |
| Belgio (Vallonia) | 5                 |
| Canada            | 18                |
| Danimarca         | 7                 |
| Finlandia         | 7                 |
| Francia           | 4                 |
| Germania          | 4                 |
| Italia            | 5                 |
| Norvegia          | 1                 |
| Nuova Zelanda     | 8                 |
| Paesi Bassi       | 2                 |
| Regno Unito       | 7                 |
| Spagna            | 2                 |
| Stati Uniti       | 38                |
| Svezia            | 5                 |
| Svizzera          | 5                 |